# 无柄花瓜子金
无柄花瓜子金（学名：Polygala glomerata）为远志科远志属下的一个种。

## 扩展阅读
- 維基物種上的相關：无柄花瓜子金